# نگاشت (ریاضیات)

نگاشت شکل‌های X به رنگ متناظرشان در Y

نگاشت (به انگلیسی: map) در ریاضیات، به معنی ارتباطی است که میان اشیاء یا ساختارهای ریاضیاتی برقرار است. نگاشت‌ها می‌توانند پیکان یا تابع باشند هرچند که این مفاهیم در جاهایی همپوشانی دارند. در تابع‌ها، نگاشت می‌تواند دربارهٔ ساختارها بویژه دامنه مشترک مطرح شود. در نظریه رسته‌ها، از پیکان‌ها برای توصیف نگاشت استفاده می‌شود. نگاشت در منطق، علوم کامپیوتر و نظریه گرافها هم کاربرد دارد اما چندان فراگیر نیست.

## نگاشت در تابع
در بسیاری از شاخه‌های ریاضی از عبارت نگاشت برای تعریف یک تابع استفاده می‌شود که گاهی این تابع‌ها ویژگی‌های خاصی دارند که در آن شاخهٔ ریاضی بسیار بااهمیت است برای نمونه در توپولوژی نگاشت یک تابع پیوسته است و در جبر خطی، نگاشت یک تغییرشکل خطی است و …
برخی نوسندگان کتاب‌های ریاضی مانند سرج لانگ، از عبارت تابع تنها برای اشاره به نگاشت‌هایی که در آنها دامنه مشترک مجموعه ای از اعداد است (مانند R یا C)
برخی از نگاشت‌ها از اهمیت ویژه ای برخوردارند برای نمونه می‌توان به گروه لی، Mapping class group و Permutation group اشاره کرد.

یک نمونه کاربرد نگاشت در نظریه گراف

عبارت‌هایی مانند دامنه، دامنه مشترک، یک‌به‌یک و پیوسته را هم می‌توان برای تابع و هم برای نگاشت استفاده کرد چون مفهوم مشترک دارند.

## نگاشت در مورفیزم
در نظریه رسته‌ها عبارت نگاشت معمولاً به عنوان معادل مورفیزم یا «پیکان» استفاده می‌شود بنابراین از «تابع»، عمومی‌تر است.

## دیگر کاربردها

### در نظریه گراف
در نظریه گراف، نگاشت به معنی کشیدن یک گراف بر روی یک صفحه است بدون آنکه همپوشانی در ضلع‌هایش بوجود آید (برازش گراف) اگر صفحه مسطح باشد در آن صورت، نگاشت یک گراف مسطح است همین مطلب برای نقشه‌های زمین هم برقرار است.